# Styryle

Styryle

Le terme styryle désigne un groupe fonctionnel aromatique de formule brute C6H5-CH=CH–.

## Nomenclature
Le terme styryle est encore accepté dans la nomenclature IUPAC. Le cycle aromatique peut être substitué par d'autres groupes fonctionnels.